# Szpital Świętego Ducha w Buku

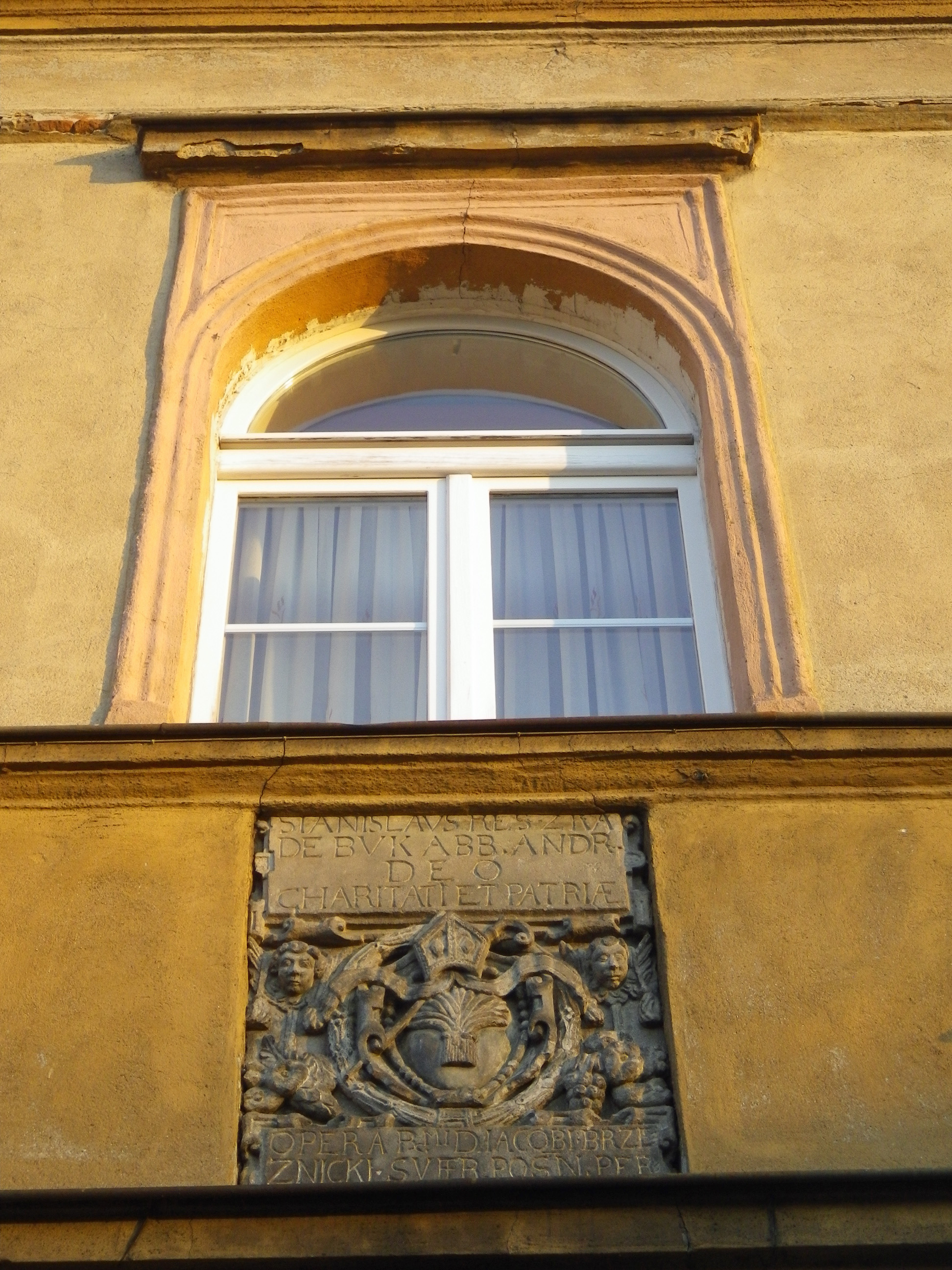
Tablica fundacyjna i okno nad wejściem

Szpital Świętego Ducha w Buku – zabytkowy budynek, zlokalizowany na zachodnim skraju południowej pierzei Placu Reszki w Buku. Służy celom mieszkalnym.
Szpital św. Ducha wzniósł w 1600 roku sufragan poznański Jakub Brzeźnicki, a ufundował go bukowianin – Stanisław Reszka. Przebudowy w XIX w. nadały szpitalowi cechy neorenesansowe i późnoklasycystyczne. Sąsiednia zabudowa jest młodsza i pochodzi z przełomu XIX i XX wieku i podlega ochronie jako założenie urbanistyczne. Stan zabytku został oceniony jako dobry.
Nad wejściem od strony zachodniej umieszczono tablicę fundacyjną z łacińskim napisem:
Stanislaus Reszka de Buk Abb.Andr. Deo Charitati et Patriae
Opera Rmid D. Iacobi Brzeznicki Suffr. Posn. PFR
z herbem Buku i mitrą biskupią, gdyż miasto było wówczas własnością biskupów poznańskich.